# Modern Love (chanson)
Pour les articles homonymes, voir Modern Love.
Singles de David Bowie
China Girl
(1983) Without You
(1983)
Pistes de Let's Dance
China Girl
Modern Love est une chanson de David Bowie, parue en 1983 en ouverture de son album Let's Dance.

## Analyse
La chanson, composée en 70 vers libres écrits par David Bowie, a pour sujet l'amour et la foi. La parole est désabusée, entre désillusion : « I don't believe in modern love (Je ne crois pas en l'amour moderne) » et espoir : « I try, I try (J'essaie, j'essaie) ». Elle renvoie à la difficulté d'aimer : « Never gonna fall for (Je ne m'y laisserai pas prendre) », tout autant qu'à la complexité du lien à Dieu et à la religion : « (Church on time) terrifies me ([Se retrouver devant l'autel] ça me terrifie) », « (Church on time) puts my trust in God and man ([Se retrouver devant l'autel] ça me donne confiance en Dieu et en l'humain) ». « Modern Love » reprend des éléments de gospel et de funk, et une thématique très contemporaine de la quête de l’amour dans un monde vide de spiritualité.

## Historique
En septembre de la même année 82), Modern Love paraît en single, avec une version en concert enregistrée à Montréal le 13 juillet en face B. Le clip réalisé par Jim Yukich montre David Bowie et son groupe sur scène, lors du concert donné le 20 juillet à Philadelphie. C'est le troisième single extrait de Let's Dance, après la chanson-titre et China Girl, et il se classe à son tour dans les hits-parades de nombreux pays, atteignant notamment la 2e place au Royaume-Uni.

## Dans la culture
Sauf indication contraire, les informations mentionnées dans cette section peuvent être confirmées par le générique de fin de l'œuvre audiovisuelle présentée ici, ainsi que par la base de données cinématographiques IMDb,  présente dans la section « Liens externes ».La chanson est utilisée par Leos Carax dans une séquence célèbre du film Mauvais Sang (1986). On y voit Alex, interprété par Denis Lavant, s'enfuir et courir éperdument dans la rue de l'Ouest à Paris, en se frappant le ventre de ses poings, avant de faire demi-tour. Le cinéaste reprend cette scène et cette chanson dans son moyen métrage C'est pas moi en 2024.
La chanson figure dans la bande originale de Nos 18 ans de Frédéric Berthe.
Elle est utilisée dans le film Frances Ha (2012) de Noah Baumbach où l'interprète Greta Gerwig court aussi et traverse les passages piéton en effectuant des figures de danse.
Elle figure dans la bande originale de Cigarettes et Chocolat chaud (2016).
Elle est également utilisée dans le film Swing Kids (2018) de Kang Hyeong-cheol, qui, comme Frances Ha, reprend la course du film Mauvais Sang (1986).
Dans sa publicité « Creation » de 1987 pour Pepsi, David Bowie modifie les paroles en y insérant « Now I know the choice is mine (Maintenant je sais que le choix m’appartient) » dans le refrain. Le changement fait écho au slogan « Choice of a Generation » de Pepsi, mais il illustre également la stratégie de Bowie d'utiliser la publicité pour renforcer son image de star sur une scène la plus grande possible.

## Reprises
La chanson est reprise par Raphael pendant ses concerts à partir de 2010. Elle apparaît sur l'album public de 2011 Live vu par Jacques Audiard. Il la reprend une nouvelle fois à la télévision en janvier 2016 pour rendre hommage à David Bowie tout juste décédé.
Dans le film Papa ou Maman (2015), la chanson est reprise par Jérôme Rebotier.
Le 14 mai 2024, lors de la cérémonie d'ouverture du Festival de Cannes,  Zaho de Sagazan interprète la chanson de Bowie en hommage à Greta Gerwig, alors présidente du jury, faisant référence à la scène mythique du film Frances Ha. Une version studio est enregistrée à la suite de cette prestation et sort 10 jours plus tard.

## Classements hebdomadaires
| Classement (1983-1984)                  | Meilleure position |
| --------------------------------------- | ------------------ |
| Allemagne (GfK Entertainment)           | 27                 |
| Australie (Kent Music Report)           | 6                  |
| Belgique (Flandre Ultratop 50 Singles)  | 3                  |
| Belgique (VRT Top 30 Flanders)          | 3                  |
| Canada (RPM 50 Singles)                 | 2                  |
| États-Unis (Billboard Hot 100)          | 14                 |
| États-Unis (Hot Mainstream Rock Tracks) | 6                  |
| France (SNEP)                           | 71                 |
| Irlande (IRMA)                          | 3                  |
| Nouvelle-Zélande (RMNZ)                 | 6                  |
| Pays-Bas (Nederlandse Top 40)           | 9                  |
| Pays-Bas (Single Top 100)               | 10                 |
| Pologne (Polish Singles Chart)          | 17                 |
| Royaume-Uni (UK Singles Chart)          | 2                  |
| Suisse (Schweizer Hitparade)            | 17                 |

| Classement (2016) | Meilleure position |
| ----------------- | ------------------ |
| France (SNEP)     | 26                 |

## Certifications
| Pays                  | Certification | Unités certifiées |
| --------------------- | ------------- | ----------------- |
| Canada (Music Canada) | Or            | 50 000            |
| Royaume-Uni (BPI)     | Or            | 400 000           |